# Cayo Flavio Fimbria
Cayo o Gayo Flavio Fimbria (en latín, Gaius Flavius Fimbria) fue un político y militar romano del siglo I a. C., hijo del cónsul homónimo, y uno de los más violentos partidarios de Cayo Mario y Lucio Cornelio Cinna en la guerra civil contra Sila.

## Carrera pública
Durante los funerales de Mario, atentó contra la vida de Quinto Mucio Escévola y, puesto que escapó con vida —aunque herido de gravedad—, presentó una acusación contra él ante el pueblo. Cuando se le preguntó qué tenía contra un hombre tan recto, respondió nada excepto que no había permitido que el puñal penetrara lo suficiente en su cuerpo.
Acompañó a Lucio Valerio Flaco como legado para combatir en la primera guerra mitridática, pues Cinna consideraba a aquel inexperto. Flaco no tardó en granjearse el odio de los soldados por su severidad y crueldad. Mientras se encontraba en Bizancio, Fimbria se peleó con el cuestor de Flaco, lo que obligó a este a destituirlo y dejarlo atrás cuando partió a Calcedonia. Sin embargo, aprovechando la ausencia del general, Fimbria organizó un motín. Flaco no logró sofocarlo, tuvo que huir y fue alcanzado por Fimbria en Nicomedia donde lo asesinó.
Tras este hecho, Fimbria asumió el liderazgo de las tropas y obtuvo varios éxitos contra Mitrídates VI al que derrotó en Pitane, ciudad de la costa eolia, y seguramente lo habría capturado si Lucio Licinio Lúculo, general de Sila, hubiera cooperado con su flota. 
Fimbria trató cruelmente a la gente de Asia que se había unido a Mitrídates o se había puesto del lado de Sila. Tras lograr que le abrieran las puertas en Troya, alegando que era un romano y como tal les daría un trato amistoso, masacró a todos los habitantes y arrasó la ciudad quemándola hasta los cimientos. En 84 a. C., tras la firma del tratado de Dárdanos, que finalizaba la primera guerra mitridática, Sila fijó su vista en Fimbria, cruzó a Asia Menor y atacó el campamento fimbriano en Tiatira. Como los soldados de Fimbria se negaron a luchar contra los de Sila, Fimbria intentó el asesinato. Al fracasar, huyó a Pérgamo donde, escondido en el templo de Esculapio y viendo que no había ninguna posibilidad de fuga, se suicidó.
Cicerón lo describe como homo audacissimus et insanissimus.